# コンラート・フォン・メゲンベルク
コンラート・フォン・メゲンベルク（Konrad von Megenberg または Konrad von Mengelberg、羅：Conradus de Montepuellarum、1309年 - 1374年4月14日）は、14世紀の学者である。22冊のラテン語の書籍の著者である。著作は、聖人伝、神学、道徳や哲学に関するものから自然科学にかんするものまでに及ぶ。『自然についての本』（"Buch der Natur"）などが知られる。

## 生涯
Mäbenbergで役人の息子に生まれた。エルフルトやパリのソルボンヌ大学で学んだ。パリ大学で1334年から1342年まで教えた。学者としての評価が高まると、ウィーンのStephansschule（1365年にウィーン大学に統合される）の学長に任じられた。1348年にレーゲンスブルクに移り大司教座聖堂で教えた。この時代最も多くの著作を行った。
『自然についての本』（"Buch der Natur"）は1949年に書かれ、フランドルの学者、Thomas Cantimpratensisのラテン語の著作、"liber de natura rerum"に範をとっているが、ドイツ語で書かれた最初の自然に関する書物となった。広く読まれ、多くの手写本が残されている。最初の印刷本は"Puch der Natur"のタイトルで1475年に出版され、1500年までにすくなくとも6回、印刷された。
『自然についての本』は「人間の本質」「空、7つの惑星、天文学、気象学」「動物学」「通常の樹木、芳香木」「植物と野菜」「非常に貴重な、貴石」「10種類の金属」の8章からなっている。

## 著書の図版

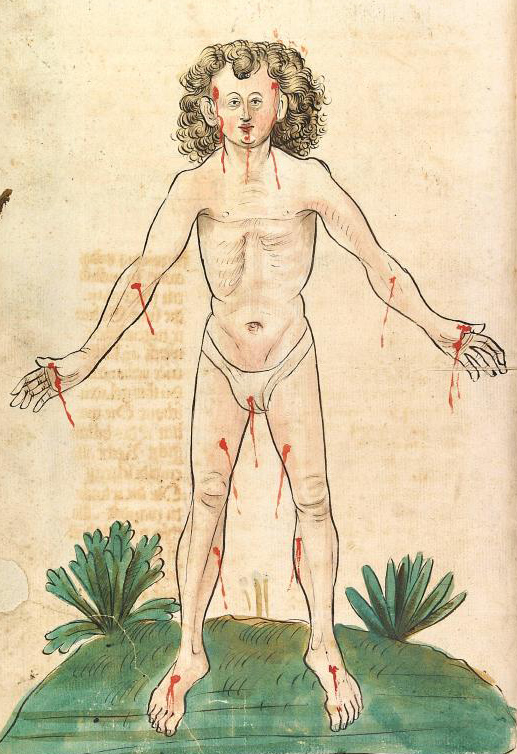
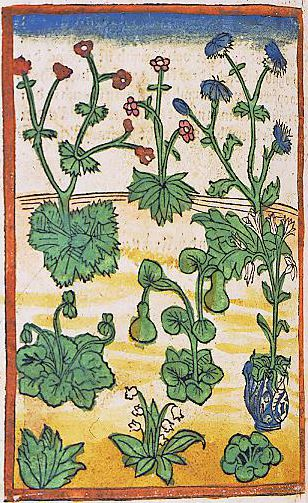
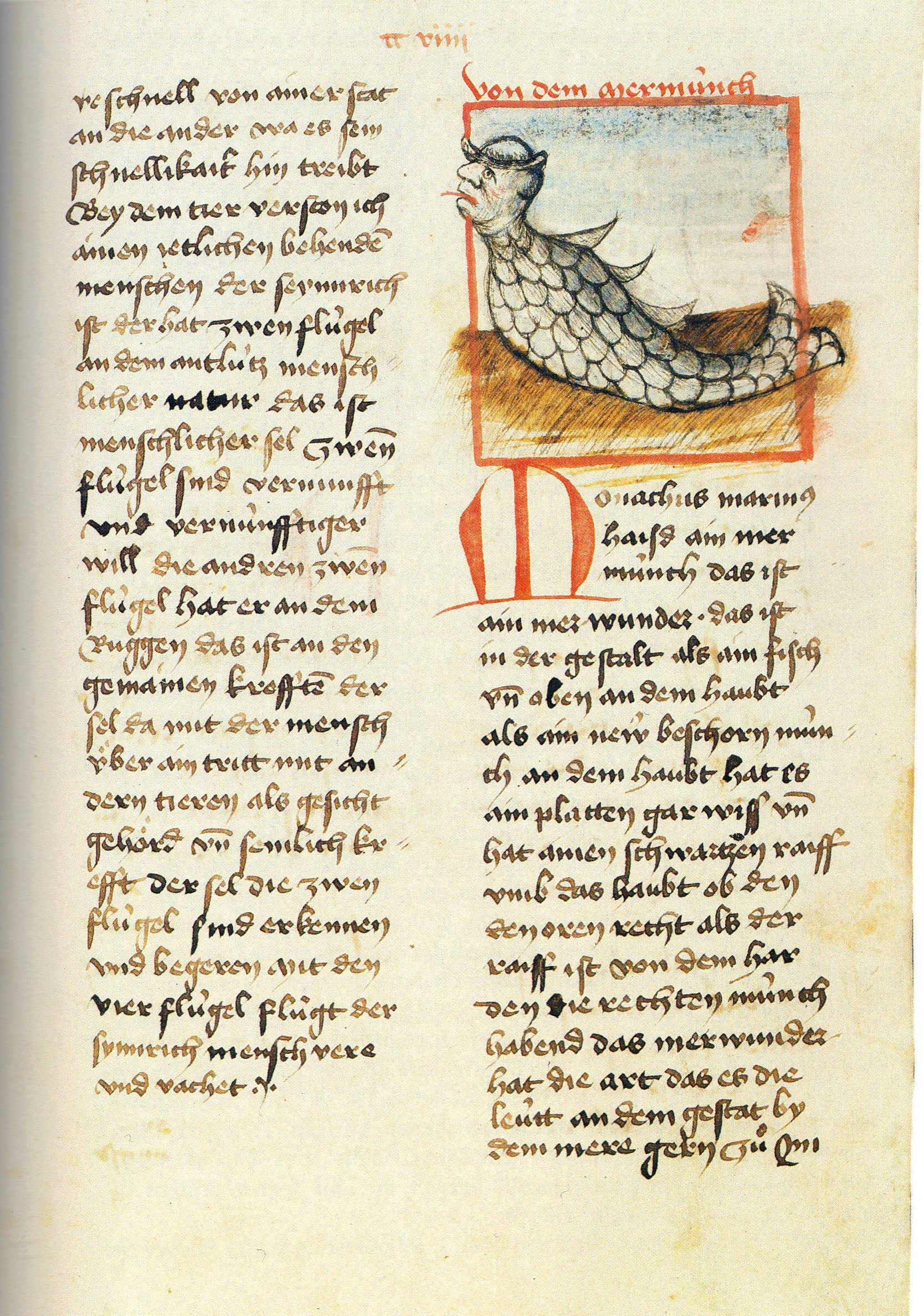

## 著書
- "Planetus ecelesiae in Germania" (1337); a hymn in praise of the Virgin, and other poems; a work on morals,
- "Speculum felicitatis humane" (1348);
- "De erroribus Begehar;lorum et Beguinarum";
- "De translationeimperil" (1355);
- "Tractatus contra mendicantes ad Papam Urbanum V";